# XMLTV
Le format XMLTV est une définition de type de document Extensible Markup Language. Elle permet de représenter en XML des programmes de télévision. Ce format est très utilisé par des logiciels utilisés par les Home Theater Personal Computer.
Cette norme permet de rendre indépendante la façon d’afficher un programme TV, de la façon de le construire. Typiquement, un logiciel destiné à un HTPC effectue l’affichage, alors qu’un grabber construit le fichier XMLTV en utilisant le web ou bien en utilisant l’Electronic Program Guide.